# Parada 88, o Limite de Alerta
Parada 88, o limite de alerta é uma produção cinematográfica brasileira de 1977, do gênero ficção científica e com direção, cenografia e figurino de José de Anchieta.
É um filme brasileiro de ficção científica, o que é uma raridade.
Retrata os perigos da energia nuclear e foi realizado antes do acidente na central nuclear de Tchernobyl e dez anos antes do acidente radioativo de Goiânia.
Apesar da produção cuidadosa e da cenografia caótico-futurista, o filme redundou em fracasso de público.

## Informações adicionais
A trilha sonora foi assinada por Egberto Gismonti, que também é produtor-executivo do filme, junto com Regina Duarte, Carlos Alberto Dalla e Roberto Santos.
A equipe de produção contou ainda com Chico Botelho (diretor de fotografia) e Elifas Andreato (designer e artista plástico brasileiro), que desenhou o título do filme.

## Elenco principal
- Regina Duarte .... Ana
- Joel Barcellos .... Joaquim Porfírio
- Yara Amaral .... Maria
- Cleyde Yáconis .... Pregadora
- Egídio Eccio .... Boca
- Sérgio Mamberti .... Santana
- Osmar Di Piere .... Dr.Pessoa
- Terence Tullgren .... Angel Face
- Maria Viana .... Margareth
- Osly Delano .... Antônio
- Clemente Viscaíno .... assistente do Dr. Pessoa

## Prêmios
Troféu APCA 1979 (Brasil)
- Venceu na categoria de Melhor Cenografia (José de Anchieta)